# Salvarsan
Salvarsanul, numele comercial al arsfenaminei, este o combinație organică a arsenului, și a fost utilizat ca medicament, fiind descoperit în anul 1909 de Paul Ehrlich. A fost folosit pentru tratarea sifilisului și a tripanosimiazei africane (boala somnului). Compusul este primul agent antimicrobian modern care a fost dezvoltat.

## Istoric
Medicamentul a fost descoperit de chimistul și medicul german Paul Ehrlich și omul de știință japonez Sahachiro Hata la data de 31 august 1909, fiind comercializat în anul 1910 sub numele de „Salvarsan”. Numele provine din cuvintele latine salvare și arsenicum, ceea ce în traducere ar însemna „arsenul care vindecă”. Descoperirea este deosebit de importantă, deoarece este primul antibiotic descoperit în lume, având o acțiune bactericidă asupra germenului Treponema pallidum care produce sifilisul, și asupra spirochetelor în general.
În cercetările sale Paul Ehrlich a luat în considerare rezultatele obținute de Robert Koch în combaterea bolii somnului cu atoxil (Sodiu-4-Aminofenilhidrogenarsonat, Atoxyl®). P. Ehrlich a bănuit că atoxilul avea la bază arsenul cu trei legături și că acesta era răspunzător de efectul terapeutic.
Utilizând diferite substanțe într-o serie de experimente pe animale de laborator infectate cu spirochete, Ehrlich a selectat salvarsanul. Firma Hoechst a început producerea medicamentului pentru combaterea sifilisului în 1910, iar chipul lui P. Ehrlich, descoperitorul salvarsanului, a apărut pe bancnota de 200 de mărci germane.